# Station Sainte-Lizaigne
Station Sainte-Lizaigne is een spoorwegstation in de Franse gemeente Sainte-Lizaigne.